# Ca n'Andria
Ca n'Andria és un conjunt de terres de cultiu, ara en part urbanitzades, situat dins el municipi de Santa Maria del Camí, en el límit amb el nucli urbà, confrontant amb Can Colom, Son Ganxo, Es Colcador i la carretera de Palma a Inca.
Esteve Conrado i Delabau el 1702 deixà al seu fill Nicolau els seus béns a Santa Maria del Camí. Entre aquestes propietats s'hi comptava una casa amb la seva tanca, davant el pou (Sa Sínia), devora el Camí de Sóller. Aquestes cases i terres eren conegudes com a Ca n'Andria a partir del nom de Joan Andreu Conrado (Andreu = Andrea (en italià) = Andria), banquer i mercader d'origen genovès, casat el 1631 amb Francesca Delabau, pare d'Esteve Conrado.
A Ca n'Andria un grup de treballadors liderats per Bartomeu Horrach i Canals i Antoni Dols i Company hi comprà uns terrenys i hi passaren a construir una pista i un camp de futbol. Els terrenys foren confiscats l'any 1936 per l'administració falangista, passant a tenir una vida atzarosa i de disputa de la propietat, finalment resolta mitjançant cessió d'ús de banda del PSIB a l'Ajuntament de Santa Maria del Camí.